# ديك دوروك
ديك دوروك (بالإنجليزية: Dick Durock)‏ مواليد 18 يناير 1937 في ساوث بند، الولايات المتحدة - الوفاة 17 سبتمبر 2009 في كاليفورنيا، الولايات المتحدة، هو ممثل أمريكي بدأ مسيرته الفنية سنة 1967. شارك في قرابة 80 فيلما. امتدت مسيرته الفنية لأكثر من 41 عاما.

## الأعمال
- المنفذ
- اني ويتش واي يو كان
- الرجل الأخضر الخارق
- قطار منفلت
- موت قاسي مع انتقام

## روابط خارجية
- ديك دوروك على موقع IMDb (الإنجليزية)
- ديك دوروك على موقع تيرنر كلاسيك موفيز (الإنجليزية)
- ديك دوروك على موقع قاعدة بيانات الفيلم (الإنجليزية)